# Дебро
Дебро (словен. Debro) — поселення в общині Лашко, Савинський регіон, Словенія. Висота над рівнем моря: 275,2 м. 